# Timbellus
Timbellus is een geslacht van weekdieren uit de klasse van de Gastropoda (slakken).

## Soorten
- Timbellus atlantideus (Bouchet & Warén, 1985)
- Timbellus bednalli (Brazier, 1878)
- Timbellus bilobatus Houart, 2012
- Timbellus concavopterus (Kosuge, 1980)
- Timbellus corbariae Houart, 2015
- Timbellus crauroptera (Houart, 1991)
- Timbellus fernandezi (Houart, 2000)
- Timbellus flemingi (Beu, 1967)
- Timbellus fulgens (Houart, 1988)
- Timbellus goniodes Houart & Héros, 2015
- Timbellus guesti (Harasewych & Jensen, 1979)
- Timbellus havanensis (Vokes, 1970)
- Timbellus kaiparaensis (C. A. Fleming, 1962) †
- Timbellus laetificus (Finlay, 1930) †
- Timbellus latifolius (Bellardi, 1872) †
- Timbellus leucas (Locard, 1897)
- Timbellus levii (Houart, 1988)
- Timbellus lightbourni (Harasewych & Jensen, 1979)
- Timbellus marshalli (Houart, 1989)
- Timbellus pannuceus Houart & Héros, 2015
- Timbellus phaneus (Dall, 1889)
- Timbellus phyllopterus (Lamarck, 1822)
- Timbellus radwini (Harasewych & Jensen, 1979)
- Timbellus richeri (Houart, 1987)
- Timbellus rubidus (Houart, 2001)
- Timbellus stenostoma (Houart, 1991)
- Timbellus sublimis Houart, 2012
- Timbellus vespertilio (Kuroda in Kira, 1959)
- Timbellus waiareka (Beu, 1970) †
- Timbellus xenos (Harasewych, 1982)